# Sociedades heráldicas
Uma sociedade heráldica pode ser definida como uma associação privada de pessoas interessadas em heráldica . Autoridades heráldicas, estabelecidas ao nível estatal por monarcas ou governos, são tratadas num artigo separado .

## Internacional
- Academia Internacional de Heráldica (1949–)
- Associação Internacional de Arautos Amadores (1999– ) – Existe apenas na internet
- A Sociedade Internacional de Heráldica
- A Sociedade de Artes Heráldicas, uma guilda internacional de artistas e artesãos heráldicos.
- The Armorial Register

## Europa

Brasão da Sociedade Heráldica.

### Bélgica
- Association Royale Office Généalogique et Héraldique de Belgique (1942) – publica uma revista bimestral (Le Parchemin), uma folha de referência trimestral (Le Héraut) e estudos em Les Recueils .

### Bulgária
- Sociedade Búlgara de Heráldica e Vexilologia

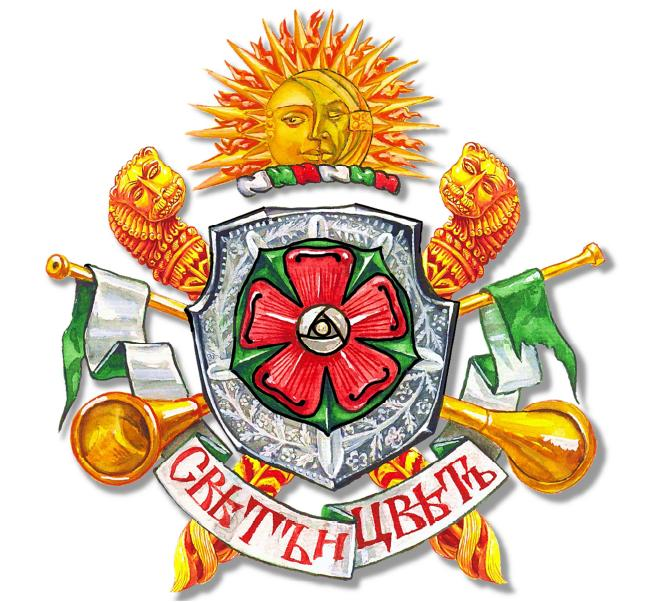
Brasão da Sociedade Búlgara de Heráldica e Vexilologia

### Dinamarca
- Dansk Heraldisk Selskab (Sociedade Dinamarquesa de Heráldica), afiliada à Societas Heraldica Scandinavica .

### Inglaterra
- The Heraldry Society (1947–) – publica um boletim informativo (Heraldry Gazette) e um jornal (The Coat of Arms).
- Cambridge University Heraldic and Genealogical Society (1950–) – publica um periódico (The Escutcheon).
- Middlesex Heraldry Society (1976–2012), agora extinta – publicava um boletim informativo (The Seaxe).
- Oxford University Heraldry Society (fundada em 1835, mas caiu em desuso na década de 1930; foi revivida após várias tentativas e encontra-se novamente activa). [1]
- Sociedade do Leão Branco (1986–)
- Norfolk Heraldry Society – O seu periódico, The Norfolk Standard, era publicado três vezes por ano.
- Suffolk Heraldry Society – A revista da sociedade, The Blazon, é publicada semestralmente.
- Instituto de Estudos Heráldicos e Genealógicos

### Finlândia
- Suomen heraldinen seura (Sociedade de Heráldica Finlandesa, 1957– [2] )

### França
- Société française d'héraldique et de sigillographie (1937–)

### Alemanha
- HEROLD, Verein für Heraldik, Genealogie und verwandte Wissenschaften zu Berlin e. V. (1869-). A mais antiga sociedade heráldica em atividade contínua no mundo.
- Heraldischer Verein 'Zum Kleeblatt' (1888–)
- »Der Wappen-Löwe« – Heraldische Gesellschaft e. V. (1980–)

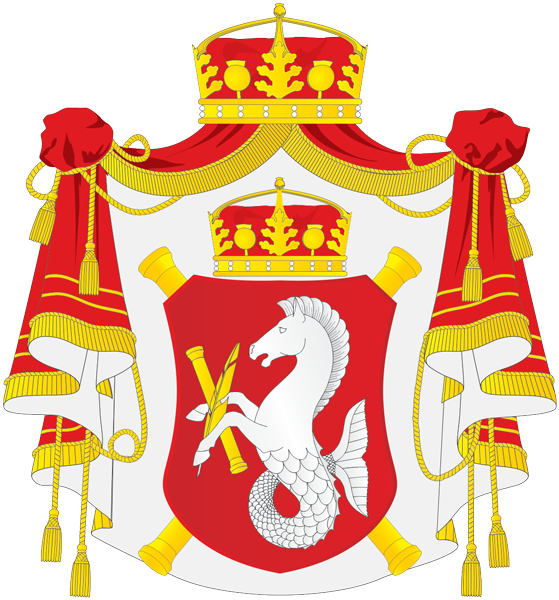
Escudo da Sociedade Heráldica da Macedónia

### Grécia
- Sociedade Heráldica e Genealógica da Grécia (1975–) - ( em Grego: Εραλδική και Γενεαλογική Εταιρεία της Ελλάδος). Aparenta estar extinta.

### Macedónia
- Sociedade Heráldica Macedónia (2003– )

### Holanda
- Koninklijk Nederlandsch Gennotschap voor Geslacht- en Wapenkunde (1883–) – publica um jornal (De Nederlandsche Leeuw).
- Nederlands Genootschap voor Heraldiek, NGH (Sociedade Heráldica Holandesa) (2014–) – publica um periódico (Blazoen) e tem três registos de brasões: pessoais/familiares, eclesiásticos e de organizações.

### Escandinávia
- Societas Heraldica Scandinavica (1959–) – publica um jornal (Heraldisk Tidsskrift), um rolo de armas (Skandinavisk vapenrulla) e um boletim informativo.

Brasão da Sociedade Norueguesa de Heráldica.

### Noruega
- Sociedade Norueguesa de Heráldica (1969–) – publica um jornal (Våpenbrevet).

### Escócia
- Sociedade Heráldica da Escócia (1977–) – publica um boletim informativo (Tak Tent) e um jornal (The Double Tressure), e hospeda um fórum activo na Internet.

### Sérvia
- Sociedade Sérvia de Heráldica (1991–)
- CROM – Conselho de Estudos Heráldicos e Genealógicos (2001–)

### Eslovénia
- Heraldica Slovenica (1991–)

### Suécia
- Sociedade Sueca de Heráldica (1976–) – publica um periódico (Vapenbilden).

### Suíça
- Société Suisse d'Héraldique – Schweizerisches Heraldische Gesellschaft (1891–)

### Ucrânia
- Sociedade Ucraniana de Heráldica (1990–)

## África
África do Sul
- Sociedade Heráldica da África Austral (1953–) – publica um jornal (Arma).

Zimbábue
- Sociedade de Heráldica e Genealogia do Zimbábue (1970–)

## América do Norte
Canadá
- Royal Heraldry Society of Canada (1966– ) – publica um boletim informativo ( Gonfanon ) e dois periódicos ( Heraldry in Canada e Alta Studia Heraldica ) e hospeda um fórum na Internet Arquivado em 2011-07-06 no Wayback Machine   .

- Comité de Heráldica da Sociedade Genealógica Histórica da Nova Inglaterra (1864)
- Colégio Americano de Heráldica (1972– )
- Fundação College of Arms (1984– )
- American Heraldry Society (2003–) – publica um boletim informativo ( The Courant ) e um periódico ( The American Herald ), e hospeda um fórum na Internet.
- Sociedade de Armigers Escoceses
- Sociedade Augusta
- Sociedade Nacional Damas Coloniais Século XVII (1915– )

## Oceânia
Austrália

Escudo da Sociedade Heráldica da Nova Zelândia

- Australian Heraldry Society (1961–) – publica um periódico (Heraldry News).
- Heraldry & Genealogy Society of Canberra – publica um periódico (The Ancestral Searcher).

Nova Zelândia
- Sociedade Heráldica da Nova Zelândia (1962– )

## Ásia
Filipinas
- Philippine Armorial (2017– ) – fornece um registro de brasões pessoais e familiares nas Filipinas e de filipinos no exterior.